# The Masterpiece
The Masterpiece (in cinese: 名鑄) è un grattacielo situato ad Hong Kong, completato nel 2007.
Alto 261 metri, è occupato nei piani dal 3° al 24° dall'Hyatt Regency Hong Kong, un grande hotel da 384 stanze con enorme centro commerciale annesso, il K11. I piani superiori, dal 27° al 67°, ospita invece 345 appartamenti residenziali.